# Université de Poitiers
Université de Poitiers (česky Univerzita v Poitiers) je veřejná univerzita v západofrancouzském městě Poitiers, v departementu Vienne v regionu Nová Akvitánie. Je členem asociace evropských univerzit Coimbra a od roku 2015 rovněž univerzitního sdružení Konsolidované univerzity Leonarda da Vinciho.
Univerzita v Poitiers je jednou z nejstarších ve Francii. Byla založena v roce 1431 na přání krále Karla VII. jako odměna za věrnost, kterou mu provincie Poitou vždy prokazovala.
Škola, jejíž rektorkou je v současné době Virginie Lavalová, měla v roce 2017 celkem 28 000 studentů.

## Slavní absolventi
- Yves Bonnefoy, francouzský básník a esejista